# Julian White
Julian Martin White (Plymouth, 14 maggio 1973) è un rugbista a 15 britannico, campione del mondo nel 2003 con la Nazionale inglese; nel ruolo di pilone gioca in Guinness Premiership nelle file del Leicester.

## Biografia
Figlio d'arte, Julian White iniziò a giocare da preadolescente nel Salcombe, e più avanti nelle file del Plymouth Albion, lo stesso club dove giocò suo padre. A 23 anni andò a giocare in Nuova Zelanda, dapprima nelle file dell'Hawkes Bay, poi dei Crusaders, con cui disputò la sua prima (e unica) partita di Lega professionisti nell'aprile 1997.
Il suo periodo in Nuova Zelanda fu funestato da un grave incidente automobilistico, nel quale egli rimase seriamente infortunato a una gamba e la guidatrice del veicolo contro il quale si scontrò, una ragazza, rimase uccisa; tornato in Gran Bretagna, White fu ingaggiato dai gallesi del Bridgend, e l'anno successivo dai londinesi Saracens, in Premiership inglese.
Esordì quasi subito, nella settimana di avvio stagione, in una sconfitta 23-28 contro i London Irish.
Nel 2000 arrivò il debutto con l'Inghilterra, in una partita del tour estivo in Sudafrica contro gli Springbok, in sostituzione dell'indisponibile Phil Vickery.
Da quel momento in poi, White collezionò numerose presenze proprio come subentrò a gara in corso di Vickery (laddove in un'occasione, nel novembre 2001 contro l'Argentina, fu lui a partire titolare e ad essere rimpiazzato nella ripresa da Vickery).
Nel 2003 White fece parte della selezione nazionale alla Coppa del Mondo in Australia, nel corso della quale disputò due incontri, entrambi in prima fase, uno da titolare contro Samoa, l'altro come subentrato contro l'Uruguay.
L'anno seguente, complice anche un nuovo infortunio a Vickery, White partì da titolare in tutti i 5 incontri del Sei Nazioni 2004 e in quelli del tour nell'Emisfero Sud.
Nel 2005, infine, arrivò anche la chiamata dei British Lions, con i quali disputò tre test match nel tour in Nuova Zelanda.
Della stagione 2006-07 sono i primi trofei di club di White, il titolo di campione inglese e la coppa Anglo-Gallese con il Leicester.
Già dichiaratosi indisponibile per la Nazionale prima della Coppa del Mondo di rugby 2007 per ragioni familiari, White fu richiamato all'inizio del 2009 dopo la squalifica per doping del suo collega di ruolo Matt Stevens: disputò quindi da titolare tutto il Sei Nazioni 2009.
Nel 2010 fu invitato a disputare alcuni incontri con i Barbarians, tra cui uno proprio contro un XV dell'Inghilterra a Twickenham.
White vive con sua moglie Sara, gallese, conosciuta in un locale di Cardiff e sposata nel 2004, da cui ha avuto due figlie, in una fattoria a Stoke Albany, nei pressi di Kettering.

## Palmarès
- Coppe del mondo: 1
Inghilterra: 2003.
- Premiership: 1
Leicester: 2006-07
- Coppe Anglo-Gallesi: 1
Leicester: 2006-07